# Tsuruta Tomoya
Tsuruta Tomoya (jap. 鶴田 知也; * 19. Februar 1902 in Kokura (heute: Kitakyūshū), Präfektur Fukuoka; † 1. April 1988) war ein japanischer Schriftsteller.

## Leben
Tomoya wurde in Kokura geboren. Nach dem Besuch der dortigen Mittelschule zog er nach Tokyo und begann bei Uemura Masahisa Theologie zu studieren. Ohne Abschluss verließ er vorzeitig die Universität, um nach Hokkaidō zu gehen. Er zog als Land- und Fabrikarbeiter wandernd durch ganz Japan.
In Nagoya trat er unter Hayama Yoshiki der Gewerkschaft bei und er schloss sich unter dem Einfluss von Yamakawa Hitoshi der Demokratiebewegung an. In der Nachkriegszeit dann trat er in die Sozialistische Partei Japans ein. Er unternahm Anstrengungen literarische Gruppen für Bauern- oder auch sozialistische Literatur zu begründen.
Mit Koshamain-ki (コシヤマイン記), über den gleichnamigen (auch 胡奢魔犾, 胡奢麻尹, 胡奢魔尹) Ainu-Häuptling aus dem 15. Jahrhundert in Ezo (Hokkaidō), der einen Aufstand gegen die Japaner anführte, errang Tomoya 1936 den Akutagawa-Preis. Er wählte die epische Dichtung als seinen bevorzugten literarischen Stil.